# Driedaagse De Panne - Koksijde 2015
La Driedaagse De Panne - Koksijde 2015 (it.: Tre giorni di La Panne - Koksijde), trentanovesima edizione della corsa, valida come prova del circuito UCI Europe Tour 2015 categoria 2.HC, si svolse in due tappe e due semitappe dal 31 marzo al 2 aprile 2015 per un percorso di 534,9 km. Fu vinta dal norvegese Alexander Kristoff, che terminò la gara in 12h19'30" alla media di 43,42 km/h.
Al traguardo di De Panne furono 106 i ciclisti che completarono la gara.

## Tappe
| Tappa  | Data      | Percorso                     | km    | Vincitore di tappa | Leader cl. generale |
| ------ | --------- | ---------------------------- | ----- | ------------------ | ------------------- |
| 1ª     | 31 marzo  | De Panne > Zottegem          | 189,1 | Alexander Kristoff | Alexander Kristoff  |
| 2ª     | 1º aprile | Zottegem > Koksijde          | 217,2 | Alexander Kristoff | Alexander Kristoff  |
| 3ª-1ª  | 2 aprile  | De Panne > De Panne          | 114,4 | Alexander Kristoff | Alexander Kristoff  |
| 3ª-2ª  | 2 aprile  | De Panne (cron. individuale) | 14,2  | Bradley Wiggins    | Alexander Kristoff  |
| Totale | Totale    | Totale                       | 534,9 |                    |                     |

## Squadre partecipanti
| N.      | Cod. | Squadra                      |
| ------- | ---- | ---------------------------- |
| 1-7     | EQS  | Etixx-Quick Step             |
| 11-18   | SKY  | Team Sky                     |
| 21-28   | LTS  | Lotto-Soudal                 |
| 31-38   | AST  | Astana Pro Team              |
| 41-48   | FDJ  | FDJ                          |
| 51-57   | LAM  | Lampre-Merida                |
| 61-68   | OGE  | Orica-GreenEDGE              |
| 72-78   | BMC  | BMC Racing Team              |
| 81-88   | KAT  | Katusha Team                 |
| 91-98   | TFR  | Trek Factory Racing          |
| 102-108 | MOV  | Movistar Team                |
| 111-118 | EUC  | Team Europcar                |
| 121-128 | AND  | Androni Giocattoli-Venezuela |

| N.      | Cod. | Squadra                    |
| ------- | ---- | -------------------------- |
| 131-138 | MTN  | MTN-Qhubeka                |
| 141-148 | CLT  | Cult Energy Pro Cycling    |
| 151-158 | TSV  | Topsport Vlaanderen        |
| 162-168 | BOA  | Bora-Argon 18              |
| 171-178 | WGG  | Wanty-Groupe Gobert        |
| 181-187 | BAR  | Bardiani-CSF               |
| 191-198 | NIP  | Nippo-Vini Fantini         |
| 201-208 | STH  | Southeast Pro Cycling Team |
| 211-218 | ROP  | Team Roompot               |
| 221-228 | VGS  | Vastgoedservice            |
| 231-238 | MMM  | Team 3M                    |
| 241-248 | WBC  | Wallonie-Bruxelles         |

## Dettagli delle tappe

### 1ª tappa
- 31 marzo: De Panne > Zottegem – 189,1 km

Risultati
| Pos. | Corridore          | Squadra      | Tempo    |
| ---- | ------------------ | ------------ | -------- |
| 1    | Alexander Kristoff | Katusha      | 3h59'31" |
| 2    | Jens Debusschere   | Lotto-Soudal | s.t.     |
| 3    | Stijn Devolder     | Trek Factory | s.t.     |

| Pos. | Corridore          | Squadra      | Tempo    |
| ---- | ------------------ | ------------ | -------- |
| 1    | Alexander Kristoff | Katusha      | 3h59'21" |
| 2    | Jens Debusschere   | Lotto-Soudal | a 2"     |
| 3    | Stijn Devolder     | Trek Factory | a 6"     |

### 2ª tappa
- 1º aprile: Zottegem > Koksijde – 217,2 km

Risultati
| Pos. | Corridore          | Squadra       | Tempo    |
| ---- | ------------------ | ------------- | -------- |
| 1    | Alexander Kristoff | Katusha       | 5h33'32" |
| 2    | Elia Viviani       | Team Sky      | s.t.     |
| 3    | Shane Archbold     | Bora-Argon 18 | s.t.     |

| Pos. | Corridore          | Squadra      | Tempo    |
| ---- | ------------------ | ------------ | -------- |
| 1    | Alexander Kristoff | Katusha      | 9h32'43" |
| 2    | Stijn Devolder     | Trek Factory | a 16"    |
| 3    | Lars Ytting Bak    | Lotto-Soudal | a 17"    |

### 3ª tappa - 1ª semitappa
- 2 aprile: De Panne > De Panne – 114,4 km

Risultati
| Pos. | Corridore          | Squadra       | Tempo    |
| ---- | ------------------ | ------------- | -------- |
| 1    | Alexander Kristoff | Katusha       | 2h28'26" |
| 2    | André Greipel      | Lotto-Soudal  | s.t.     |
| 3    | Sacha Modolo       | Lampre-Merida | s.t.     |

| Pos. | Corridore          | Squadra      | Tempo     |
| ---- | ------------------ | ------------ | --------- |
| 1    | Alexander Kristoff | Katusha      | 12h01'03" |
| 2    | Stijn Devolder     | Trek Factory | a 22"     |
| 3    | Lars Ytting Bak    | Lotto-Soudal | a 23"     |

### 3ª tappa - 2ª semitappa
- 2 aprile: De Panne – Cronometro individuale – 14,2 km

Risultati
| Pos. | Corridore          | Squadra    | Tempo  |
| ---- | ------------------ | ---------- | ------ |
| 1    | Bradley Wiggins    | Team Sky   | 17'49" |
| 2    | Stefan Küng        | BMC Racing | a 10"  |
| 3    | Alexander Kristoff | Katusha    | a 18"  |

| Pos. | Corridore          | Squadra      | Tempo     |
| ---- | ------------------ | ------------ | --------- |
| 1    | Alexander Kristoff | Katusha      | 12h19'10" |
| 2    | Stijn Devolder     | Trek Factory | a 23"     |
| 3    | Bradley Wiggins    | Team Sky     | a 42"     |

## Classifiche della corsa

### Classifica generale - Maglia bianca
| Pos. | Corridore          | Squadra        | Tempo     |
| ---- | ------------------ | -------------- | --------- |
| 1    | Alexander Kristoff | Katusha        | 12h19'10" |
| 2    | Stijn Devolder     | Trek Factory   | a 23"     |
| 3    | Bradley Wiggins    | Team Sky       | a 42"     |
| 4    | Stefan Küng        | BMC Racing     | a 50"     |
| 5    | Sean De Bie        | Lotto-Soudal   | a 58"     |
| 6    | Lars Ytting Bak    | Lotto-Soudal   | a 59"     |
| 7    | Luke Durbridge     | Orica-GreenE.  | a 1'13"   |
| 8    | Julien Vermote     | Etixx-Quick S. | a 1'16"   |
| 9    | Yves Lampaert      | Etixx-Quick S. | a 1'17"   |
| 10   | André Greipel      | Lotto-Soudal   | a 1'20"   |

### Classifica a punti - Maglia verde
| Pos. | Corridore          | Squadra      | Punti |
| ---- | ------------------ | ------------ | ----- |
| 1    | Alexander Kristoff | Katusha      | 58    |
| 2    | Sacha Modolo       | Lampre       | 27    |
| 2    | Stijn Devolder     | Trek Factory | 22    |
| 4    | Raymond Kreder     | Roompot      | 19    |
| 5    | Stefan Küng        | BMC Racing   | 18    |